# Семих Каја
Семих Каја (тур. Semih Kaya; Бергама, 24. фебруар 1991) је бивши турски фудбалер. Играо је на позицији одбрамбеног играча.
Каја је пореклом из Северне Македоније, одакле је његов деда емигрирао у Измир.

## Успеси
Галатасарај
- Суперлига Турске (4) : 2011/12,[5] 2012/13,[6] 2014/15,[7] 2018/19.[8]
- Куп Турске (4) : 2013/14,[9] 2014/15,[10] 2015/16,[11] 2018/19.[12]
- Суперкуп Турске (2)  : 2012,[13] 2013,[14] (финале: 2014)[15]

 Спарта Праг
- Куп Чешке  (1) : 2019/20.[16]